# Oratorio dei Beghini
L'oratorio dei Beghini è un edificio religioso sconsacrato e abbandonato che sorge nel cuore del centro medievale di Savona.

## Caratteristiche
L'oratorio è costituito da un'unica navata con volta a botte e presbiterio quadrato. Era sede della Confraternita della Natività di Maria Santissima. Edificato nel Seicento, fu in seguito soffocato dalla costruzione di altri edifici in particolare nel corso del XIX secolo. Sconsacrato e abbandonato da decenni, versa in precarie condizioni di conservazione. Sopravvivono all'interno il cornicione e parte della decorazione in stucco lungo le pareti, in particolare nel presbiterio.
L'oratorio recentemente acquistato da un privato, nel maggio del 2015 ha visto il via libera per il recupero della struttura fatiscente e nella trasformazione in un ristorante.

## Galleria d'immagini

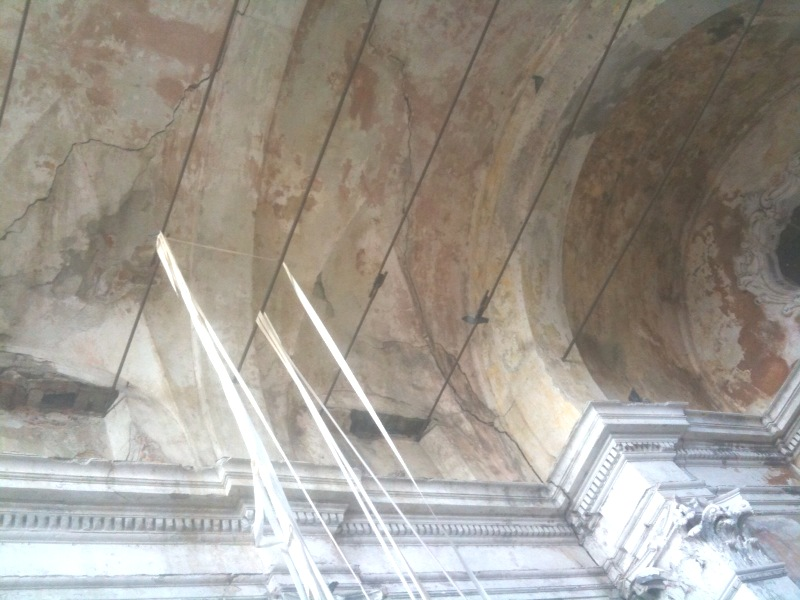
Volta
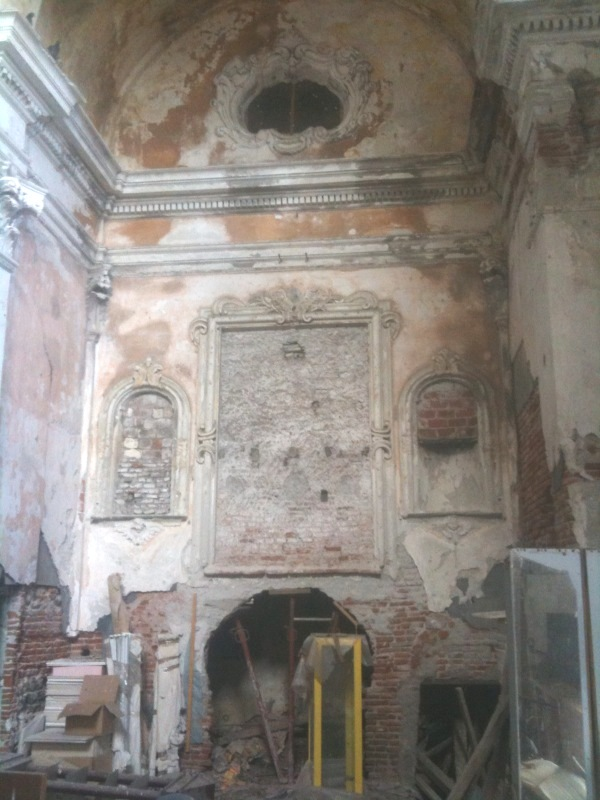
Presbiterio